# Tratado de Ancara (1921)
O Tratado de Ancara, também conhecido como Acordo de Ancara, Acordo Franklin-Bouillon e Acordo franco-turco (em turco:  Ankara Anlaşması) foi um acordo assinado em 20 de outubro de 1921 entre a França e a Grande Assembleia Nacional da Turquia na cidade turca de Ancara. Com esse tratado, as duas partes comprometiam-se a terminar imediatamente a guerra Guerra Franco-Turca (ou Guerra da Cilícia) que opunha a França aos nacionalistas turcos desde maio de 1920.
Os signatários foram o diplomata Henry Franklin-Bouillon e o ministro dos negócios estrangeiros da república turca nascente, Yusuf Kemal Bey. Nos termos do acordo, os franceses manteriam as suas unidades militares na Turquia e fariam concessões económicas. Em troca, o governo turco reconhecia a soberania francesa sobre o Mandato Francês da Síria. O tratado foi registado nos anais da Sociedade das Nações em 30 de agosto de 1926.
O abandono das pretensões da França sobre territórios turcos foi posteriormente reconhecido de forma oficial no Armistício de Mudanya, assinado em 11 de outubro de 1922.